# Salix pulchra
Salix pulchra är en videväxtart som beskrevs av Adelbert von Chamisso. Salix pulchra ingår i släktet viden, och familjen videväxter. Inga underarter finns listade i Catalogue of Life.